# ローズコートホテル
ローズコートホテル（英: ROSE COURT HOTEL）は、かつて愛知県名古屋市中区大須にあったホテル。
株式会社ローズコートホテルが運営していた。

## 概要
1992年（平成4年）10月、NTTが東海支社ビルの南隣にNTTグループのホテル第1号である「ホテルプラセオ名古屋」を建築し開業。「PLACEO（プラセオ）」とはラテン語で、気に入る・楽しむ・喝采されるという意味を持つ単語である。
2002年（平成14年）には、ホテル名を「ローズコートホテル」と改名し、株式会社ローズコートホテルの運営となる。
2003年（平成15年）に世界コスプレサミット2003の会場として利用されたほか、2005年（平成17年）の愛知万博の際にはローズコートホテル大須万松寺茶屋を出店した。
2020年（令和2年）8月1日を以て、館内設備不良・メンテナンスを理由に休業。2024年（令和6年）3月より解体工事が進められている。
なお跡地利用は未定としており、引き続きエヌ・ティ・ティ都市開発が土地を保有するとしている。

## 施設概要
- 宴会場：4室[2]
- 小宴会場：4室[2]
- 宿泊ルーム：30室[2]
- レストラン
  - 日本料理・比翼[2]
  - カフェメルローズ[2]
- チャペル[2]
- 神殿[2]

## 交通アクセス
- 名古屋市営地下鉄名城線 上前津駅1番出口、徒歩ですぐ[7]。

## 周辺
- 大須商店街
- 名古屋市立前津中学校
- 名古屋上前津郵便局